# Penisola di Bicol

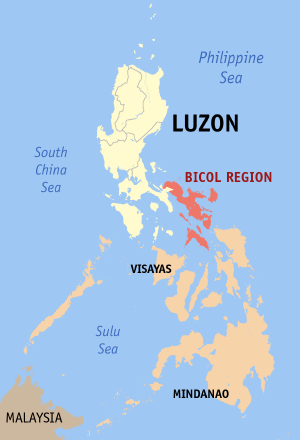
Il confine occidentale della penisola coincide grosso modo con quello della regione di Bicol. Tuttavia, questa comprende anche Masbate, Catanduanes e altre isole minori.

La penisola di Bicol è una penisola situata nella parte sud-orientale dell'isola filippina di Luzon. Si estende su una lunghezza di 275 km, da un istmo nella provincia di Quezon, in direzione sud-est, fino a Matnog. La penisola ha una forma irregolare e un notevole sviluppo costiero e presenta numerose calette e piccole penisole. Al largo della costa sorgono molte isole. Ricopre una superficie di 12.070 km². Il nome «Bicol» viene dato anche alla regione che coincide in gran parte con la penisola, la regione di Bicol.
La zona è costituita principalmente da basse terre, il che rende la regione adatta per l'agricoltura. È ampiamente coltivato il riso. Nella penisola, tuttavia, vi sono anche zone montuose isolate e vulcani. Nella zona centrale della provincia di Albay sorge il Mayon (2462 m). Questo stratovulcano ha una forma conica quasi perfetta ed è il vulcano più attivo del paese. Il monte Isarog, uno stratovulcano quiescente, è la più alta montagna boscosa della penisola di Bicol ed è sede di un parco nazionale.
Esclusivamente su questa penisola si parla il Bikolano, una distinta lingua austronesiana, imparentata sia con il tagalog che con il cebuano.